# 유니버설 스튜디오 재팬
유니버설 스튜디오 재팬™(일본어: ユニバーサル・スタジオ・ジャパン™，영어: Universal Studios Japan™)은 여러 유니버설 스튜디오 놀이공원 중 하나로 일본 오사카시에 있으며, 2001년 3월 31일 개장했다. 이 놀이공원은 유니버설 올랜도 리조트와 비슷하며 비슷한 놀이기구를 갖추고 있다. 주로 일본 내국인과 대한민국, 중화인민공화국, 중화민국 등 아시아계 여행객이 많다. 2005년 골드만삭스와 MBK파트너스가 공동으로 유니버설 스튜디오 재팬의 지분 대부분을 1조8000억원을 들여 인수했다. 개장 당시였던 2001년에 1,100만여 명이 방문했고, 이는 세계에서 가장 빨리 연방문객 1,000만 명을 돌파한 놀이공원으로 당시에 기록됐다. 그 후에는 연 평균 800만 명이 찾는 관광지로 부상했다.
약칭은 ‘USJ’이지만 긴키 지방에서는 ‘유니바(ユニバ)로 더 많이 부른다.

## 시설 개요
- 소재지 : 오사카부 오사카시 고노하나구 사쿠라지마 니쵸메 1번 33호
- 부지면적 : 54 ha(공원 면적：39 ha)
- 총사업비 : 1,700억엔 (2009년 7월 29일 기준, 약 2조 2000억 원)
- 개장일 : 2001년 3월 31일
- 어트랙션수 : 20(2009년 3월 5일 기준)
- 캐치프레이즈
  - 빛(2009년)
  - Fantastic(2008년)
  - Dream(2007년)
  - 이야기는 여기서 다시 태어난다(2006년)
  - Character Wonder Year(2005년)
  - 영화의 세계에 뛰어들자(2003년~2004년)
  - THE POWER OF HOLLYWOOD(2001년~2002년)

## 연혁
- 1980년대 후반, 유니버설 스튜디오가 일본 진출을 검토하였으며 지바현 키미츠시, 기타큐슈시의 신일본제철의 소유지 등이 후보지로 선정되었다. 현재 기타큐슈시 후보지는 스페이스 월드가 개장되어 있는 상태이다.
- 1990년, 사카이시에 있는 신일본제철의 소유지가 유력한 후보로 선택되었지만 계약과정에서 파기가 된다.
- 같은 해, 오사카시가 종합 계획 21을 책정하여, 오사카시 타이쇼구의 유치를 결정했지만 결렬되고, 다시 코노하나구 사쿠라지마 지구를 제안하고, 유니버설 스튜디오 차원에서 구체적인 검토에 들어간다.
- 1994년 1월, 유니버설 스튜디오의 오사카시 코노하나구 진출을 정식적으로 결정한다.
- 1994년 12월 27일, 오사카시가 제3 섹터의 오사카 유니버설 기획 주식회사를 설립하여 기본 계획 구상 등의 업무를 시작한다.
- 1996년 3월 13일, 사업회사 제3 섹터의 주식회사 USJ를 설립하여, 오사카 유니버설 기획 주식회사는 USJ에 옮겨간다.
- 1998년 10월 28일, 아널드 슈워제네거가 참석하여 기공식을 거행했다.
- 2001년 3월 31일, 드디어 개장했다.
- 2002년 4월 27일 ~ 2004년 8월 31일, 할리우드 프리미어 퍼레이드를 시작했다.
- 2003년 4월 26일, ‘세서미 스트리트 4-D 무비 매직’ 어트랙션을 설치했다.
- 2003년 6월 20일, ‘슈렉 4-D 어드벤처’ 어트랙션을 설치했다.
- 2004년 1월 23일, ‘어메이징 어드벤처 오브 스파이더맨 더 라이드’ 어트랙션을 설치했다.
- 2005년 3월 19일, ‘스누피 액션 스테이지’ 어트랙션을 설치했다. (2006년 1월 9일 종료)
- 2005년 4월 14일, ‘해피 하모니 셀리브레이션’ 퍼레이드를 시작했다. (2008년 6월 29일 종료)
- 2006년 4월 20일, ‘피터팬의 네버랜드’ 어트랙션을 설치했다.
- 2006년 7월 12일, 새로운 지구인 〈오즈의 땅〉을 오픈하고 ‘위키드’, ‘토토 & 프렌즈’ 어트랙션을 설치했다.
- 2006년 7월 20일, 입장 요금 중 어른 1일권을 5500엔에서 5800엔으로 상승했다.
- 2006년 11월 7일, 입장자수가 5000만 명을 돌파했다.
- 2007년 3월 9일, ‘할리우드 드림 더 라이드’ 어트랙션을 설치했다.
- 2007년 7월 19일, ‘매지컬 오즈 고라운드’ 어트랙션을 설치했다.
- 2008년 3월 18일, ‘판타스틱 월드’ 어트랙션을 설치했다.
- 2009년 3월 5일, ‘매지컬 스타라이트 퍼레이드’를 시작했다.
- 2009년 5월 10일, ‘E.T 어드벤처’를 종료했다.
- 2010년 3월 19일, '스페이스 환타지 더라이드'를 시작하였다.

## 입장요금

### 통상 입장권
스튜디오 패스 (1일 입장권·일반)
성인 - 6980엔, 아동 - 3900엔, 경로자 - 5100엔
스튜디오 패스 (1일 입장권·장애인)
성인 - 2900엔, 아동 - 1950엔
트와이라이트&데이 패스
성인 - 8100엔, 아동 - 5600엔
연속된 이틀간 유효하며, 첫째날에는 오후 3시 이후 입장이 가능하며, 이틀째는 하루 종일 입장 가능하다. 티켓 부스에서는 판매하지 않는다.
2 데이 스튜디오 패스 (2일 입장권)
성인 - 10000엔, 아동 - 6900엔
연속된 이틀간 유효하다.
그 외에 오후 3시 이후에 입장할 수 있는 ‘트와이라이트 패스’ 등 저렴한 입장권이 기간 한정이나 한국인은 팬스타를 통해 구입할 수 있다.

### 연간 입장권
2007년 11월 1일부터 얼굴 인증 시스템이 시작되어 플라스틱 타입에서 종이 타입으로 바뀌어 QR코드가 인식되어 얼굴 사진의 인쇄가 사라졌다.
스튜디오 골드 패스 (2007년 10월 15일 ~ )
성인 - 22000엔, 아동 - 16000엔
지정된 입장 제외일이나 입장 제한 시간을 제외하고 사용할 수 있다.
스튜디오 플래티넘 패스 (2007년 10월 15일 ~ )
성인 - 28000엔, 아동 - 20000엔
입장 제한 시간에도 입장할 수 있다.

### 유니버설 익스프레스 패스
어트랙션을 보통 대기 시간 보다 짧은 시간에 체험할 수 있거나, 쇼에 일반 손님보다 우선적으로 입장할 수 있는 티켓이다. 유료 익스프레스 패스 이외에 캠페인을 통한 이벤트 배부나 어트랙션에 줄을 서는 것을 불편하지 않도록 하는 여러 시스템이 있다.
유료 익스프레스 패스 부클릿
- 유니버설 익스프레스 패스

부클릿 7 - 7종(스파이더 맨, 백 드래프트, 드림 라이더&서세미&슈렉 中 1, 죠스, 백투더퓨처, 쥬라기공원, 터미네이터2)의 어트랙션 대기 시간을 단축하여 입장할 수 있다.
부클릿 4 - 4종(스파이더 맨, 백 드래프트&드림 라이더 中 1, 죠스&백투더퓨처 中 1, 쥬라기공원&터미네이터2 中 1)의 어트랙션 대기 시간을 단축하여 입장할 수 있다.
부클릿 4 애프터 - 혼잡 예정일에만 판매된다.
수량 한정으로 품절되기도 한다.
- 유니버설 익스프레스 패스 모바일

모바일 7 - 13종의 어트랙션 중에 7종의 어트랙션 이용 시간 예약이 가능하다.
모바일 4 - 13종의 어트랙션 중에 4종의 어트랙션 이용 시간 예약이 가능하다.
모바일 1 - 당일 오후 3시부터 판매되어 13종의 어트랙션 중에 1종의 어트랙션 이용 시간 예약이 가능하다.
미리 선택되어 있는 부클릿과 달리 자유롭게 어트랙션 이용이 가능하나 동일 어트랙션을 여러 차례 선택은 불가능하다.
- 먹고 타는 캠페인

대상 레스토랑에서 세트 메뉴에 추가 요금을 지불하면 익스프레스 패스를 한 장 받을 수 있다. 주문받은 시점의 대기 시간을 더한 이후에 사용 가능하다. 어트랙션은 주문 시간으로 지정하지만 혼잡한 경우 품절되는 경우도 있다.
- 유니버설 익스프레스 위키드

위키드에 우선 입장할 수 있는 티켓으로 웹에서 한정 판매된다.

### 로열 스튜디오 패스
1일 입장권에 각종 익스프레스 패스를 조합한 특별한 스튜디오 패스이다. 익스프레스 패스 대상 어트랙션을 몇 번이라도 일반보다도 짧은 대기 시간에 이용할 수 있으며, 위키트, 워터 월드, 유니버설 몬스터 라이브 록큰롤 쇼에 우선 입장, 피터팬의 네버랜드를 덱에서 감상 할 수 있다. 또, 주차장 무료 서비스, 번잡기에는 연간 패스포트 전용 게이트를 이용 가능하다. 피터팬의 네버랜드, 위키드가 상연되지 않은 날에는 가격이 싼 로열 스튜디오 패스 라이트가 판매된다.
웹에서 택배로만 구입할 수 있으며, 발매 시에는 1일 100명 한정이었지만, 호평으로 인해 130명 한정인 상태이다. 리스트밴드가 로열 스튜디오 패스에 떨어지면 무효가 된다.

## 주 서비스

### 싱글 라이더
동행자가 없는, 1인이 어트랙션을 이용시에 빈자리를 우선적으로 안내해 주는 것으로 대기 시간을 단축할 수 있는 서비스이다. 시간대나 혼잡 상황에 따라서는 실시하지 않은 경우도 있다.
- 할리우드 드림 더 라이더
- 어메이징 어드벤처 오브 스파이더맨 더 라이드
- 쥬라기 공원 더 라이드
- 죠스

### 차일드 스위치
어트랙션을 이용할 수 없는 동반자와 함께있는 경우 1회의 대기 시간에 교대로 어트랙션을 이용할 수 있는 서비스이다. 질환이나 연령 등으로 인한 경우에는 어른끼리도 이용할 수 있다.

### 게스트 서포트 패스
휠체어 사용자 등 신체적인 장애로 어트랙션 대기열에 줄 서지 못하는 경우에 한정되어 판매되는 패스이다. 어트랙션 대기 시간에 줄서지 않고 다른 장소에서 기다리는 것이 가능하다. 구입을 희망하는 경우에는 어트랙션의 입구 및 게스트 서비스에서 크루에게 스튜디오 패스를 제시해야 한다. 어트랙션에 따라서는 다른 손님보다 먼저 이동해야 해서 영상 설명 등을 끝까지 볼 수 없는 경우가 있다.

## 대중 교통
승용차로 갈 수도 있으며, 사쿠라지마 선(JR) 유니버설시티역에 인접해 있다. 오사카 순환선(JR)의 전철역인 니시쿠조역에서 2번, 3번 승강장에서 환승하면 된다.

## 어트랙션
놀이공원내의 8개 지구에 있다.

### 뉴욕
- 어메이징 어드벤처 오브 스파이더맨 더 라이드(2024.01.22에 폐쇄 및 철거)
- 터미네이터2: 3-D(2024.01.22에 폐쇄 및 철거)

### 할리우드
- 슈렉 4-D 어드벤처
- 세서미 스트리트 4-D 무비 매직
- 유니버설 몬스터 라이브 록큰롤 쇼
- 애니메이션 셀레브레이션
- 할리우드 드림 더 라이드

### 샌프란 시스코
- 백 투 더 퓨처 더 라이드
- 백드래프트

### 쥬라기 공원
- 쥬라기 공원 더 라이드
- 더 플라잉 다이노소어

### 스누피 스튜디오
- 스누피 사운드 스테이지 어드벤처
- 스누피 플레이랜드
- 페퍼민트 패티의 스턴트 슬라이드
- 스누피의 그레이트 레이스

### 석호
- 피터팬의 네버랜드

### 워터 랜드
- 워터월드: 어 라이브 시 워 스펙터큘러

### 아미티 마을

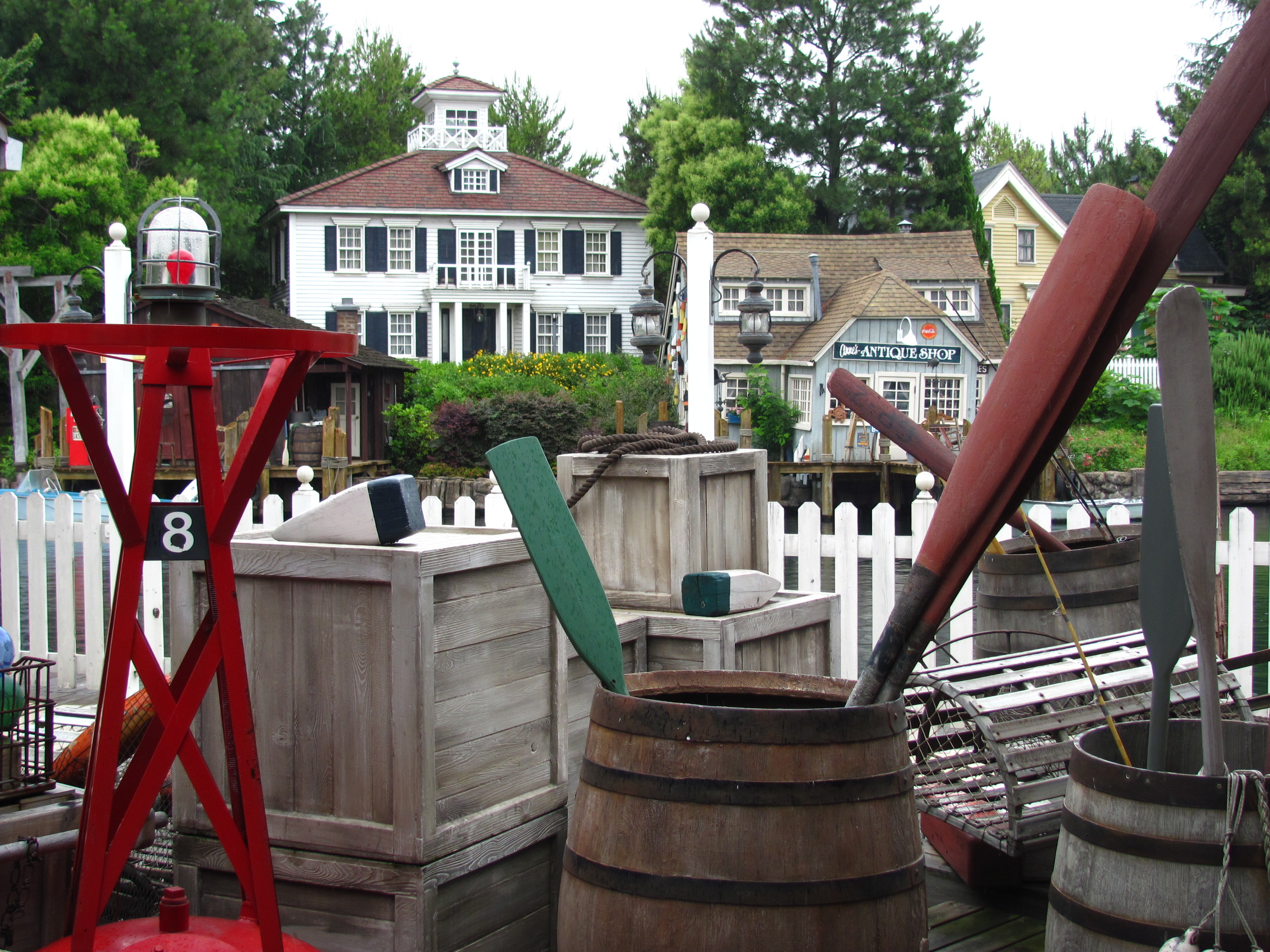
죠스

- 죠스

### 해리포터 마법 세계

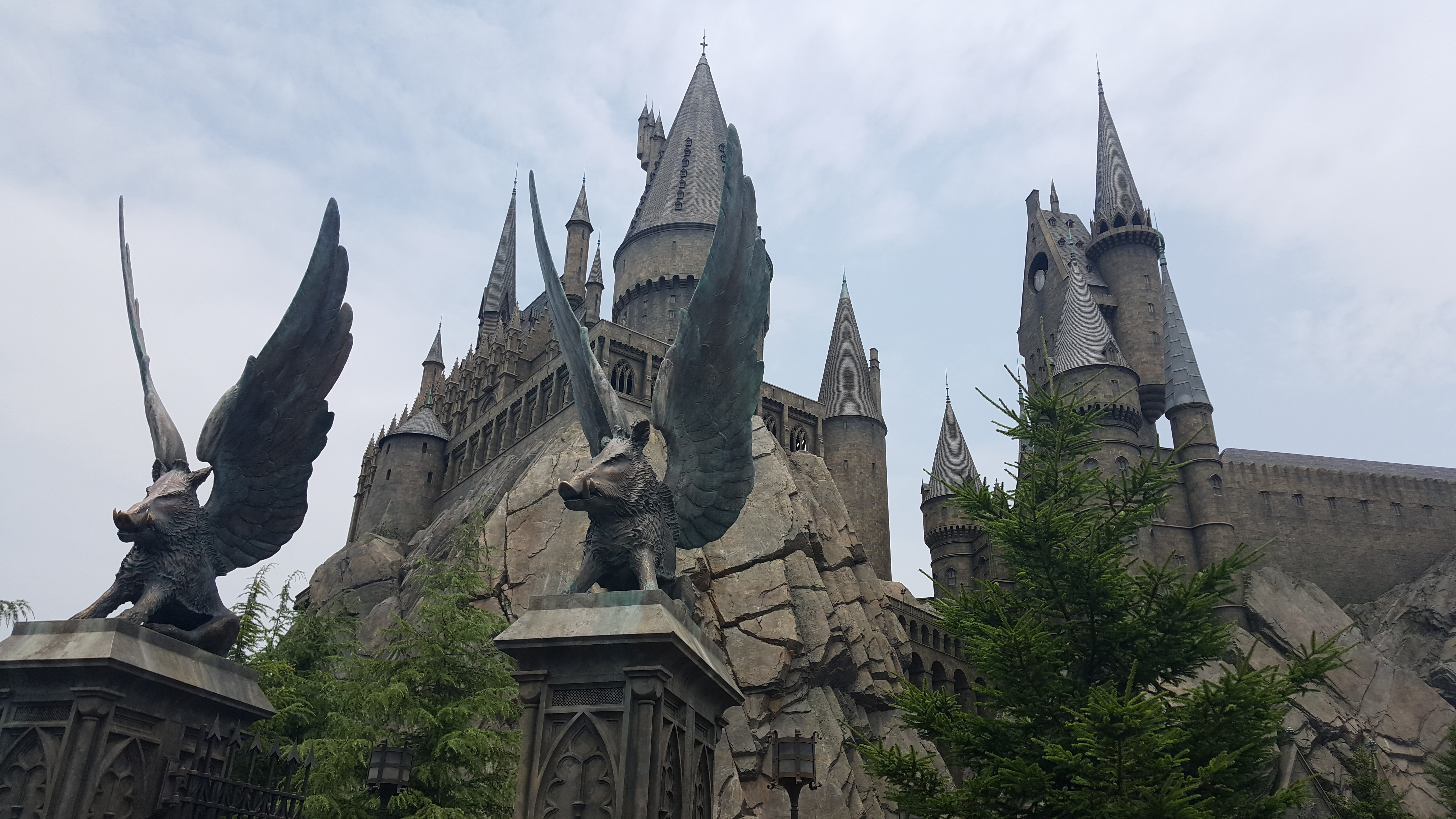
호그와트 성

J. K. 롤링의 소설 해리 포터와 영화를 기반으로 만든 어트랙션이다.
- 플라이트 오브 더 히포그리프
- 해리 포터와 금지된 여행
- 올리벤더

### 오즈의 땅
- 위키드
- 토토 & 프렌즈
- 매지컬 오즈 고라운드

## 새로운 어트랙션, 종료된 어트랙션과 이벤트

### E.T. 어드벤처 더 레전드
2009년 7월 18일 오픈에 오픈하였으며, 스테이지 22를 이용한 워크 스루(Walk Through) 형식의 어트랙션이다. 참가자들은 E.T.의 선생님 보타니카스의 지령에 따라 숲 속에서 E.T.를 찾아내, E.T.와 함께 그린 플라넷으로 향하는 설정이다. 어트랙션 내부에는 모니터가 다수 설치되어 메이킹 영상과 스티븐 스필버그 감독의 해설을 들을 수 있다. 2009년 5월 10일 폐쇄하고 그자리에 새 어트렉션이 생겼다.

### 매지컬 스타 라이트 퍼레이드
2009년 3월 5일 오픈되어 개장 이래 최대, 최장 규모이며 할리우드 드림 더 라이드 이상의 손님이 모일 것이라는 전망이고, 이에 따라서 피터팬의 네버랜드는 나이트 쇼에서 오후 쇼로 변경되었다. 하루에 1회, 일몰 후에 공연하며 약 1시간 동안 세계 최대 길이 900m 동안, 100명이 퍼레이드하며 악천 후에는 중지할 때도 있다.

### 종료된 어트랙션
- 스테이지22 (2002년 8월 말 종료)

폐쇄 중이며 ‘연간 패스 프라이즈 캠페인’등 기간 한정 이벤트로 운영한다.
- 유니버설 스튜디오 모션 픽처 매직 (2003년 11월 4일 종료)

‘유니버설 스튜디오 시네마 4D’가 개장 중이다.
- 할리우드 프리미어 퍼레이드 (2004년 8월 31일 종료)

일부 플로트는 리뉴얼하여 해피 하모니 셀리브레이션 (2008년 6월 29일 종료)이나 아트모스피어 엔터테인먼트로 활용되었다.
- 텔레비전 프로덕션 투어 (2004년 8월 31일 종료)

폐쇄 중이며 ‘스파이더 맨3 무비 페스티벌’등 기간 한정 이벤트로 운영된다. MBS 마이니치 방송 스튜디오는 비공개로 운영 중이다.
- 몬스터 메이크업 (2004년 8월 31일 종료)

현재 시설 자체는 ‘스테이지14’로 불리며 ‘LOVE 라이브 바 발렌타인’등 기간 한정 이벤트로 운영되었다.
- 더 와일드 와일드 와일드 웨스트 스턴트 쇼 (2005년 1월 9일 종료)

‘스누피 액션 스테이지’(2006년 1월 9일 종료)로 운영되고 있다.
- 할리우드 매직 (2005년 10월 23일 종료)

수상 무대는 피터팬으로 개조되어 사용되고 있다.
- 스누피 액션 스테이지 (2006년 1월 9일 종료)

‘위키드’로 운영되고 있다.
- 애니멀 액터즈 스테이지 (2006년 5월 7일 종료)

‘토토&프렌즈’로 운영되고 있다.
- 해피 하모니 셀리브레이션 (2008년 6월 29일 종료)

플로트는 할로윈 퍼레이드에 리뉴얼되었다.
- 판타스틱 월드 (2008년 12월 26일부터 중지)
- E.T.어드벤처 (2009년 5월 10일 종료)

철거된 곳에는 스페이스 판타지; 더 라이드가 운영중이다.

## 캐릭터
여타 유니버셜 스튜디오처럼 USJ에는 유니버셜 및 타사 회사의 캐릭터도 있다. USJ는 일본 내 피너츠, 세서미 스트리트, 산리오의 라이센스를 갖고 있다.

### 현재 캐릭터

#### 피너츠
- 스누피
- 찰리 브라운
- 라이너스 반 펠트
- 루시 반 펠트
- 슈로더
- 샐리 브라운

#### 세서미 스트리트
- 엘모
- 조에
- 쿠키몬스터
- 버트
- 어니
- 그로버
- 빅버드
- 오스카 더 그라우치
- 카운트 백작
- 애비 카다비
- 모피

## 입장객 수
유니버셜 스튜디오 재팬은 2018년도 현재 세계에서 5번째로 입장객이 많은 테마파크이다.
| 연도   | 입장객수     |  |
| ------ | ------------ |  |
| 2008년 | 8,300,000명  |  |
| 2009년 | 8,000,000명  |  |
| 2010년 | 8,160,000명  |  |
| 2011년 | 8,500,000명  |  |
| 2012년 | 9,700,000명  |  |
| 2013년 | 10,100,000명 |  |
| 2014년 | 11,800,000명 |  |
| 2015년 | 13,900,000명 |  |
| 2016년 | 14,500,000명 |  |
| 2017년 | 14,935,000명 |  |
| 2018년 | 14,300,000명 |  |

## 사진

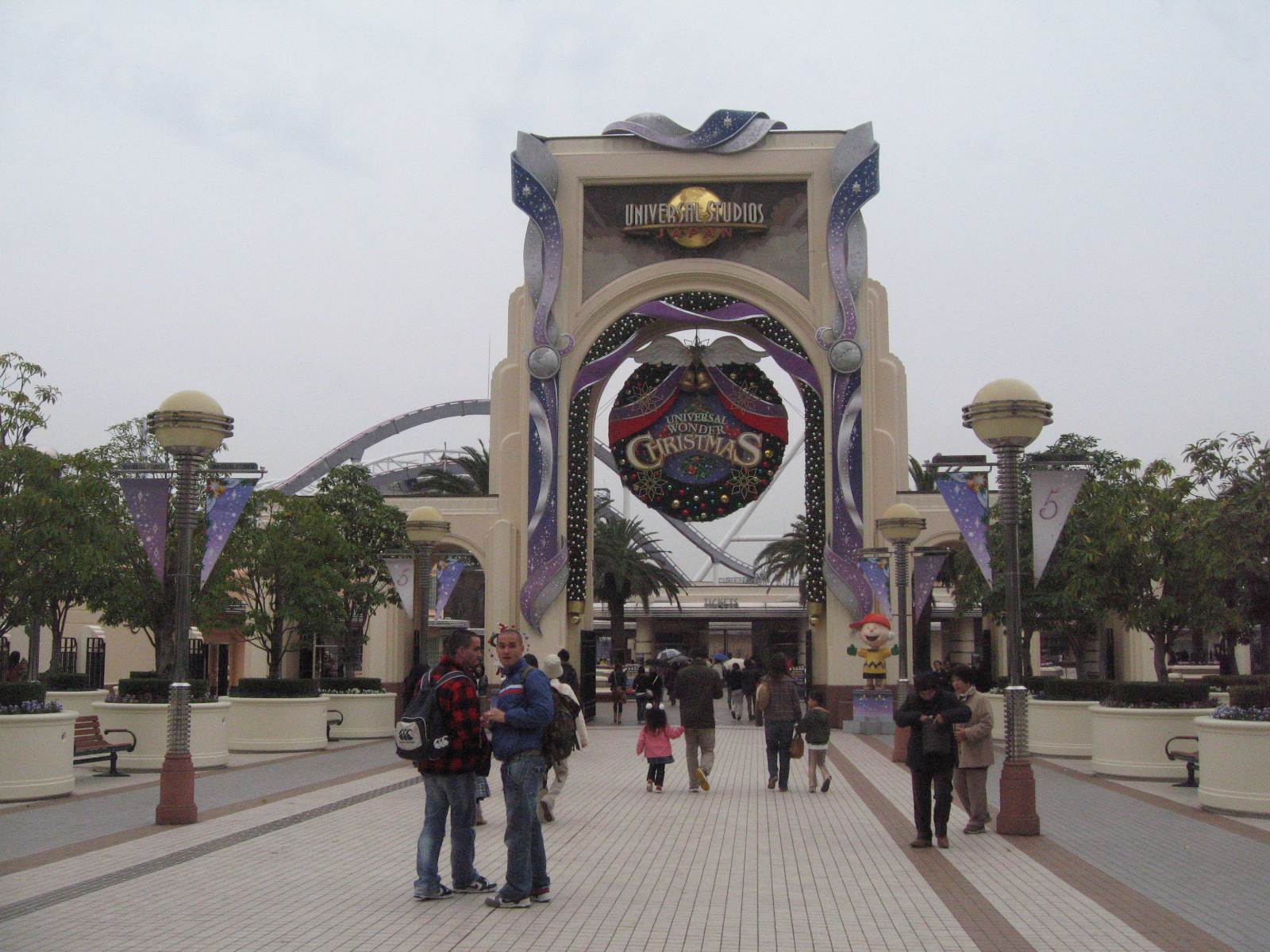
2006년 유니버셜 스튜디오 재팬 입구
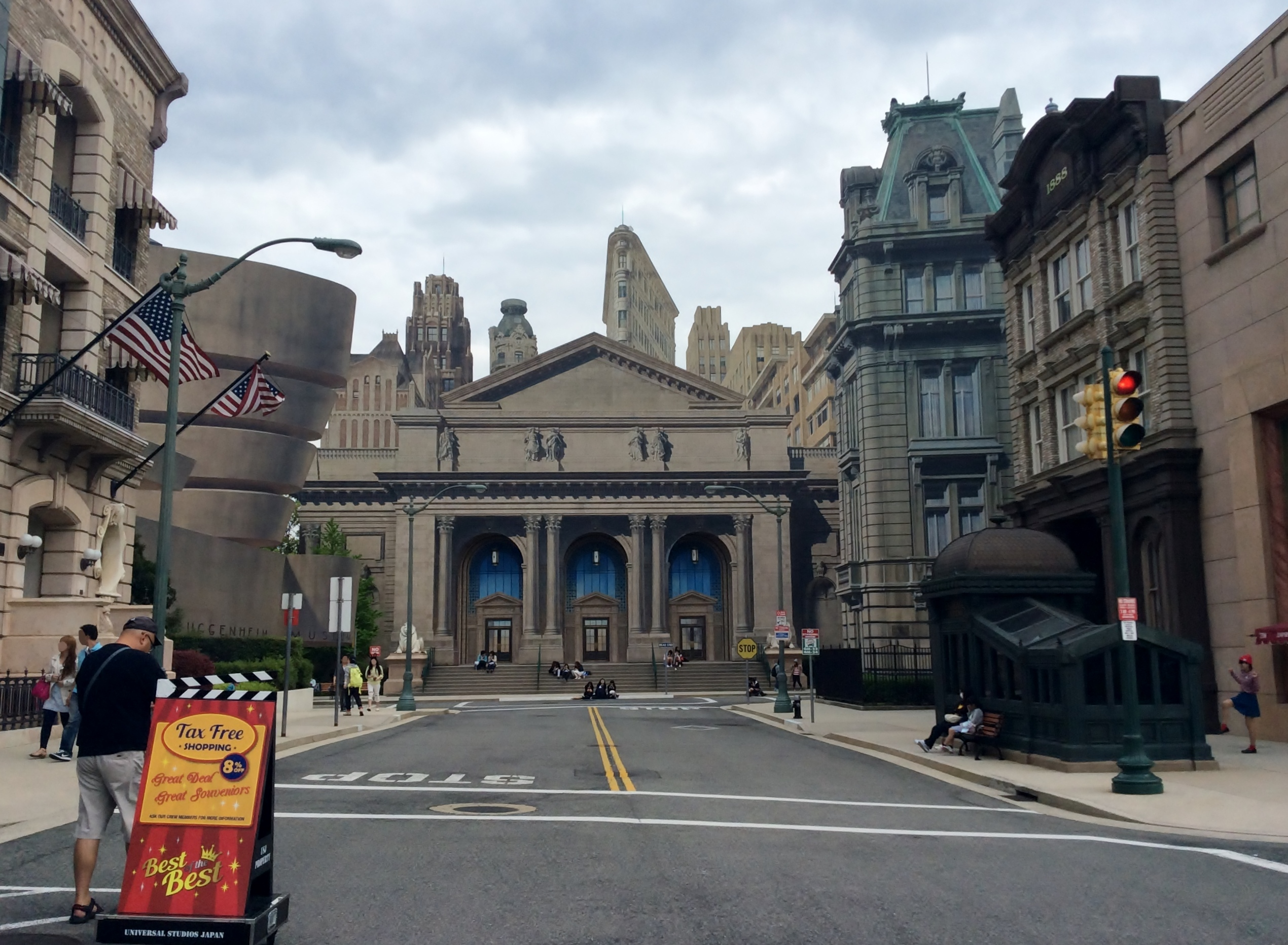
2015년 5월 뉴욕 에어리어
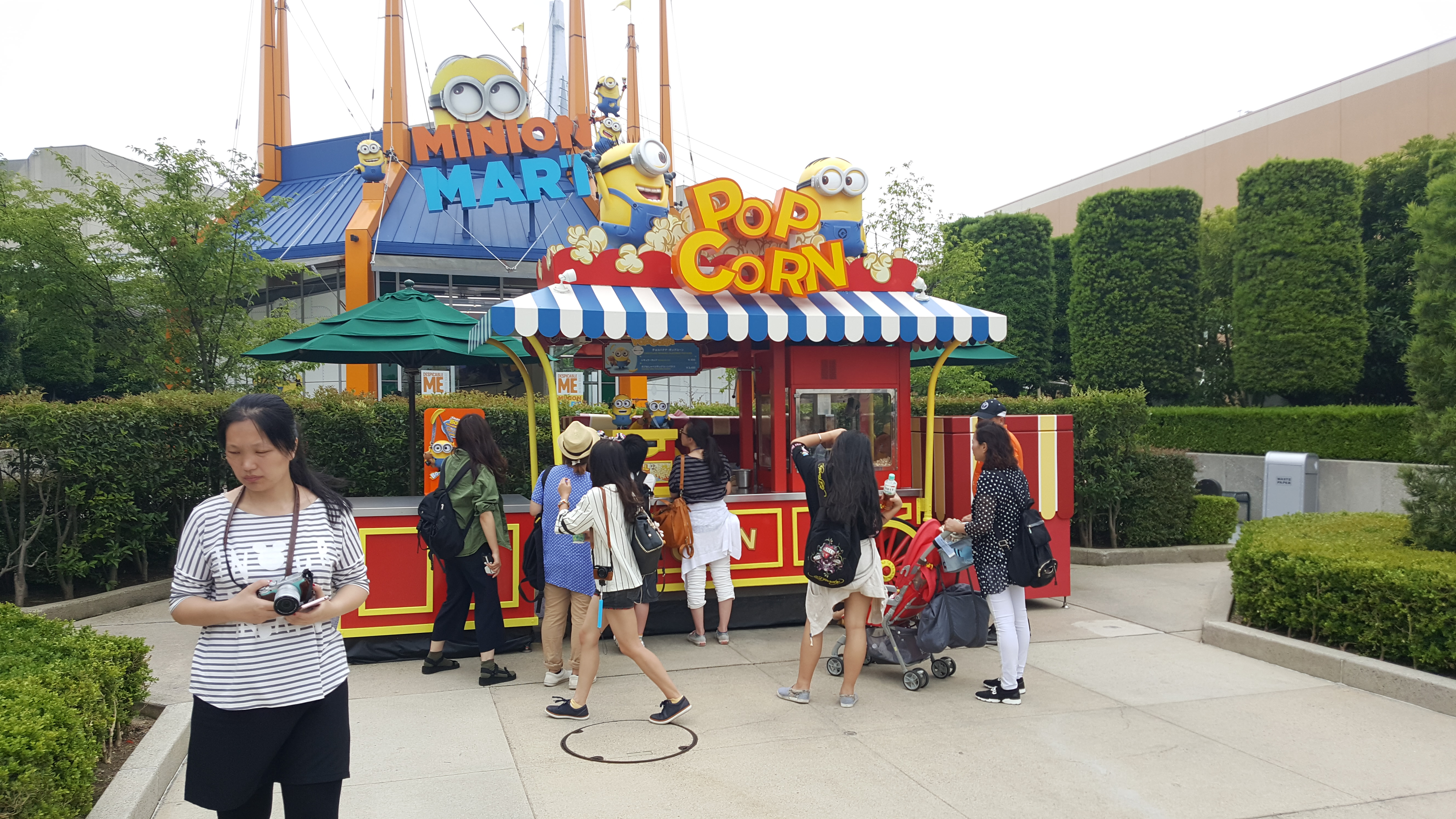
2016년 6월 미니언즈 팝콘 가게
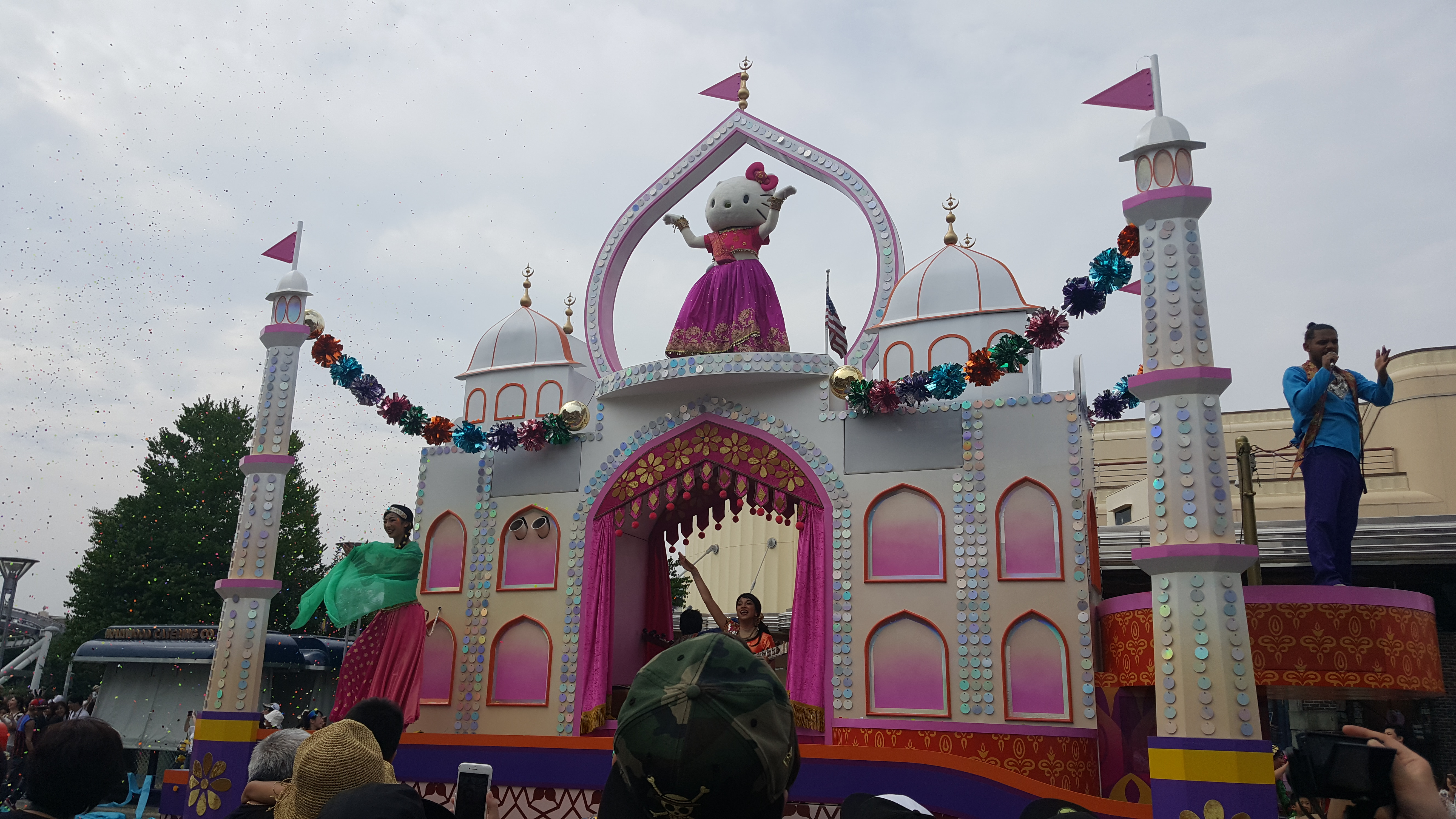
2016년 6월 헬로 키티 퍼레이드

## 같이 보기
- 유니버설 스튜디오 싱가포르